# Gasanstalt Quedlinburg

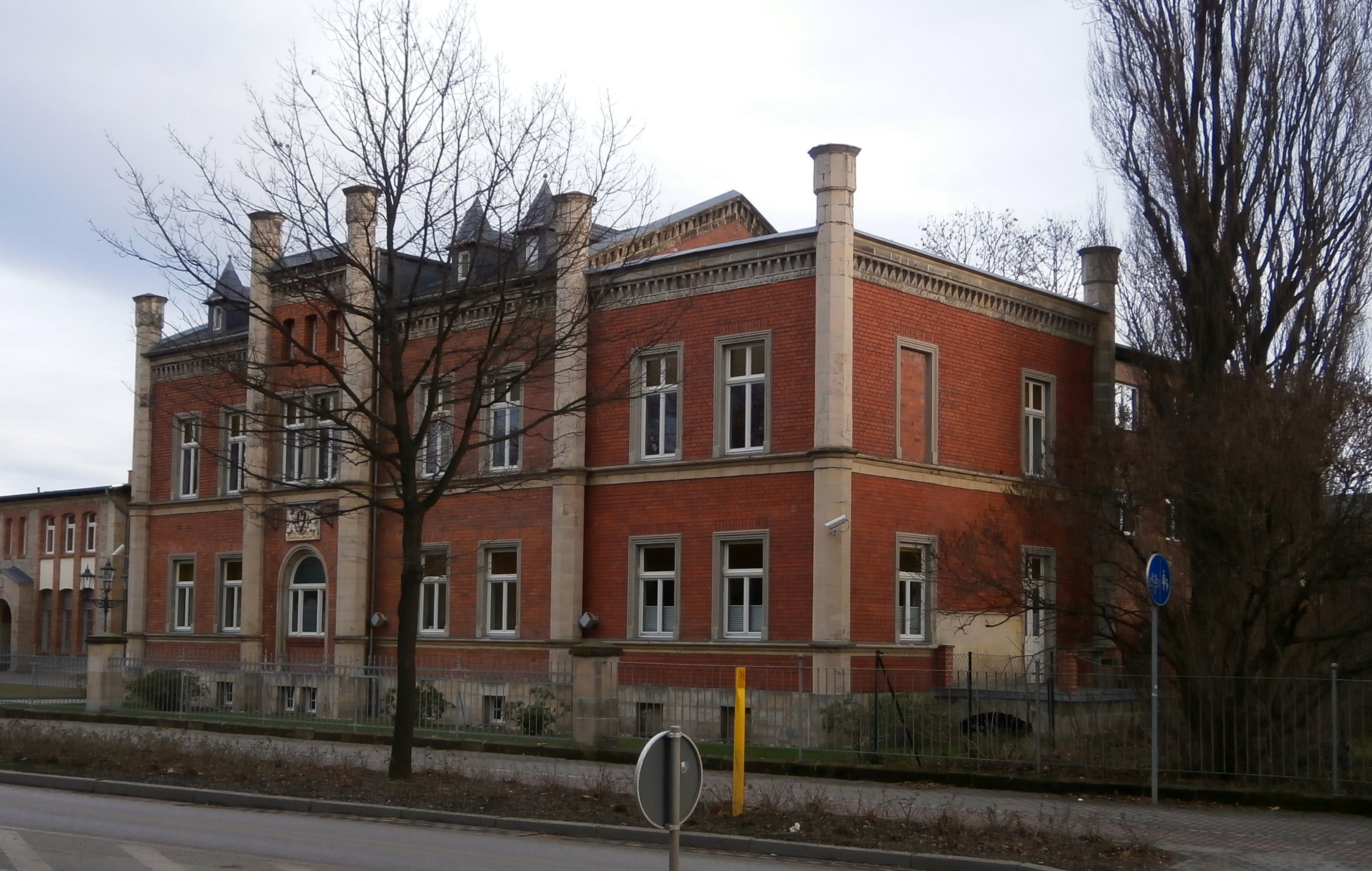
Ehemalige Gasanstalt Quedlinburg

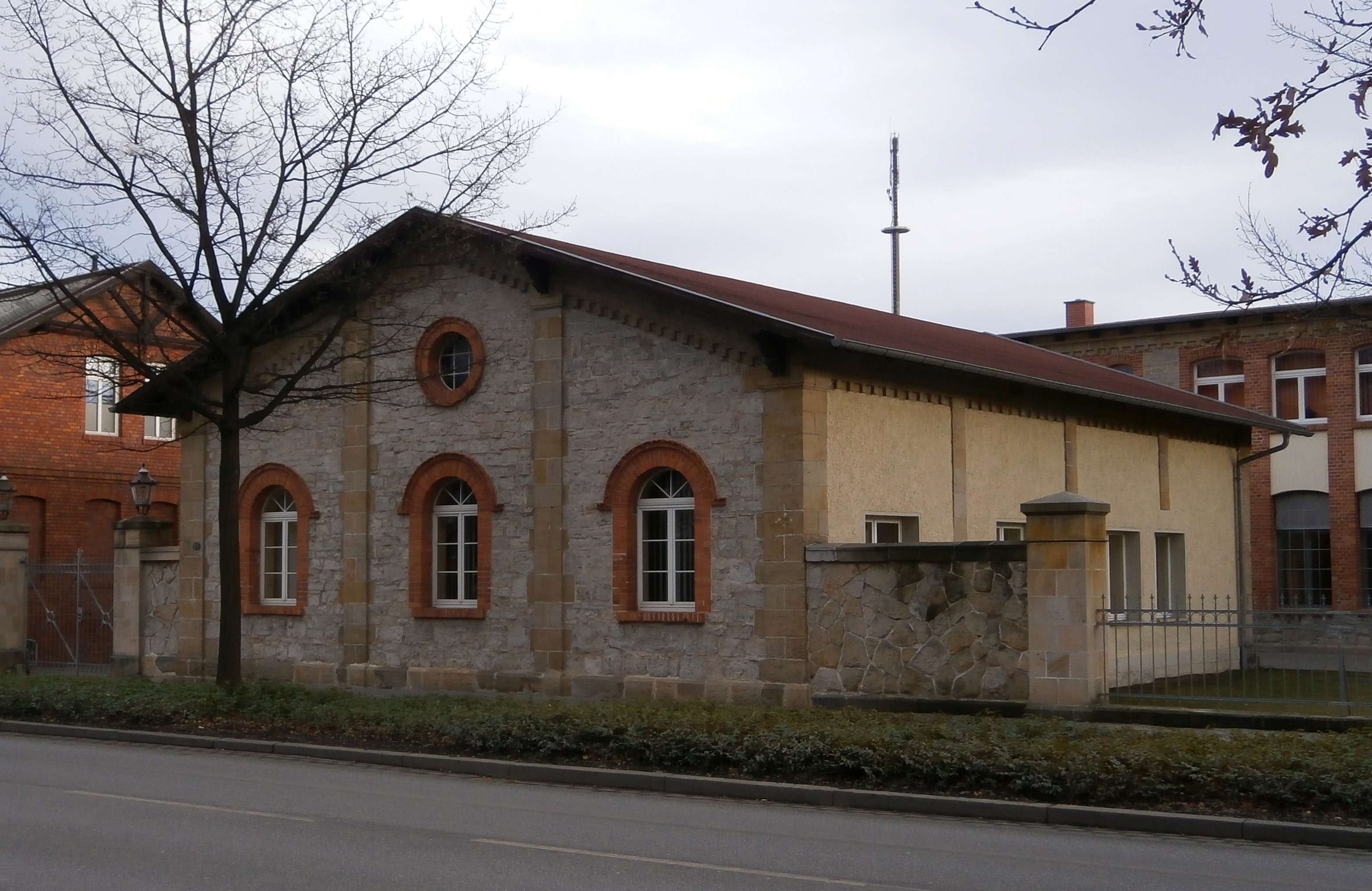
Gebäude der ehemaligen Gasanstalt

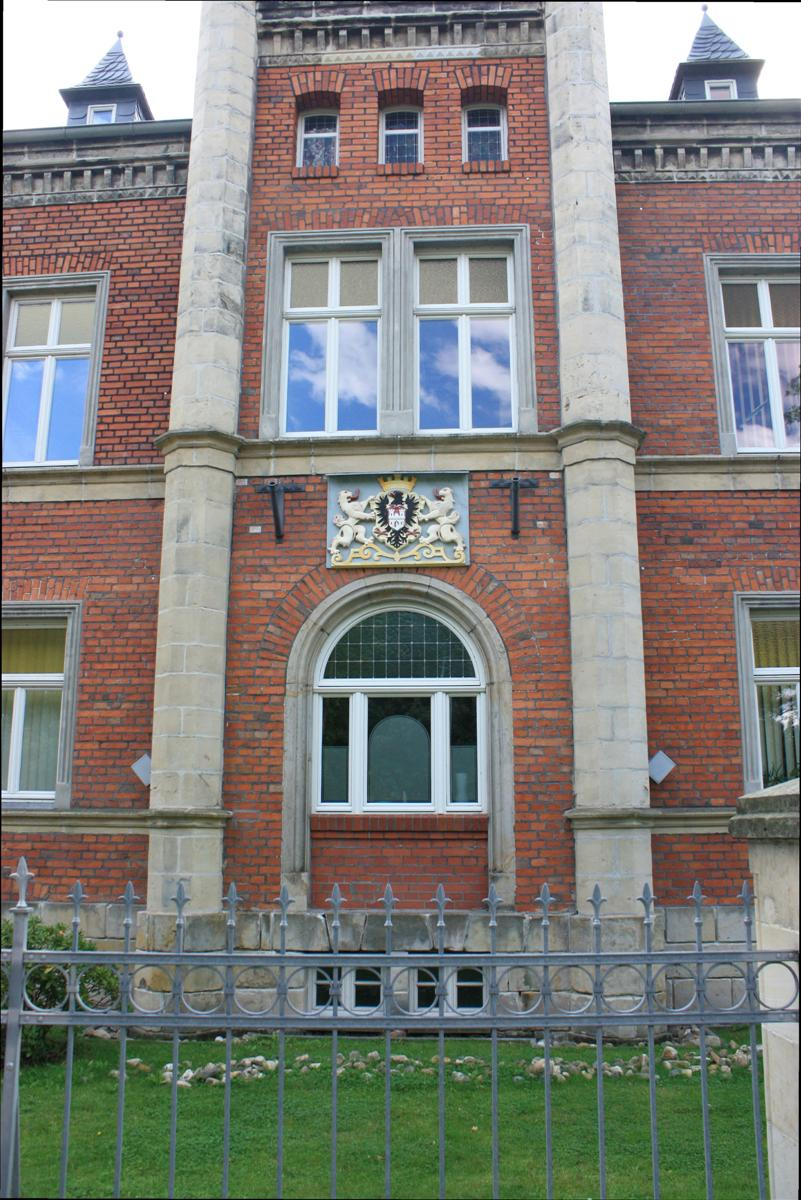
Detail der Fassade

Die Gasanstalt Quedlinburg ist ein denkmalgeschützter, ehemals als Gaswerk genutzter Gebäudekomplex in der Stadt Quedlinburg in Sachsen-Anhalt. Das Areal dient heute als Sitz der Stadtwerke Quedlinburg.

## Lage
Sie befindet sich südlich der historischen Neustadt Quedlinburgs, auf der Südseite der Rathenaustraße an der Adresse Rathenaustraße 9, und ist im Quedlinburger Denkmalverzeichnis als Gasanstalt eingetragen.

## Architektur und Geschichte
Bei der Anlage handelt es sich um eine der ältesten städtischen Gasanstalten. Das Gelände wurde 1863, wohl im Zusammenhang mit der Eröffnung der unmittelbar südlich des Grundstücks verlaufenden Bahnstrecke Magdeburg–Thale, erschlossen. Die Gründung ging maßgeblich auf den Quedlinburger Bürgermeister Gustav Brecht zurück. Auf dem Areal befinden sich mehrere Industriebauten aus der zweiten Hälfte des 19. Jahrhunderts. So sind mehrere, zum Teil umgenutzte, Gasometer erhalten. Darüber hinaus besteht ein aus der Gründungszeit des Werkes erhalten gebliebenes Verwaltungsgebäude und Werkstattgebäude. Zum Teil sind die Häuser im Rundbogenstil gestaltet. Die Fassaden sind vom Wechsel von Hausteinen und Ziegelmauerwerk geprägt.